# Недопуск ЮАР на спортивные соревнования в эпоху апартеида
Южно-Африканская Республика в связи с проводимой политикой апартеида долгое время не допускалась на международные спортивные соревнования, в том числе Олимпийские игры. Довольно долго спорили о том, какова была цель бойкота — прекратить сегрегацию в спорте или добиться прекращения политики апартеида как таковой. В 1993 году конец политики апартеида ознаменовал возвращение ЮАР в мировой спорт.

## Начало бойкота

### Игры Содружества
В 1934 году в Йоханнесбурге должны были пройти Игры Британской империи, право на которые город получил в 1930 году. Однако правительство Южно-Африканского Союза отказалось допускать спортсменов, не относящихся к белым, вследствие чего игры перенесли в Лондон. В дальнейшем ЮАС участвовал во всех играх, пока в 1961 году не вышел из состава Содружества наций. Правительство Маргарет Тэтчер отказалось подписывать Глениглсское соглашение, которое должно было воспрепятствовать участию ЮАР в международных спортивных соревнованиях с целью борьбы против политики апартеида, из-за чего на Играх Содружества 1986 года отказались выступать 32 страны из 59 приглашённых (бойкот Игр организовала Нигерия).

### Снятие с Олимпийских игр
Международный олимпийский комитет отозвал своё приглашение ЮАР на Олимпиаду 1964 года в Токио после того, как министр внутренних дел Йоханнес де Клерк настоял на исключении небелых спортсменов из национальной сборной. На Олимпиаду в Мехико ЮАР могла быть допущена по решению МОК только при условии включения спортсменов другой расы, однако угроза бойкота со стороны африканских стран исключила вариант с участием ЮАР. В 1969 и 1973 годах состоялись Южно-Африканские игры в качестве альтернативы спортивным соревнованиям, на которых южноафриканцы соревновались с иностранными атлетами. В 1970 году ЮАР была исключена из МОК.
В 1976 году африканские государства потребовали дисквалифицировать Олимпийский комитет Новой Зеландии и не допускать страну к участию в Олимпиаде в Монреале, поскольку Новая Зеландия поддерживала контакты с ЮАР и даже отправляла туда свою регбийную сборную. Отказ МОК дисквалифицировать новозеландцев привёл к тому, что африканцы бойкотировали Олимпиаду. Бойкот стал одной из предпосылок для подписания Глениглсского соглашения в 1977 году.
21 июня 1988 года МОК принял декларацию о борьбе против «апартеида в спорте», объявив политику нулевой терпимости к апартеиду и расовой дискриминации.

### Борьба в ООН
В 1980 году в ООН был образован «Список спортивных контактов с Южной Африкой», куда включались все спортсмены и официальные лица, участвовавшие в соревнованиях в ЮАР. Документ был составлен на основе отчётов из южноафриканской прессы. Хотя попадание в список официально ничем не грозило, им пользовались с целью запугивания и подавления спортсменов, а некоторые спортивные организации даже наказывали попавших в список спортсменов. Исключение из списка могло состояться только в случае, если спортсмен подписывал официальное заявление, по которому обязывался не посещать ЮАР и не участвовать в соревнованиях вплоть до отмены апартеида. Список считался одним из эффективнейших инструментов для психологического давления. 10 декабря 1985 года Генеральная Ассамблея ООН подписала Международную конвенцию против апартеида в спорте.

### Национальная ассоциация студенческого спорта
Национальная ассоциация студенческого спорта, заведующая спортом в университетах США, разрешала южноафриканским студентам получать стипендии за достижения в спорте и участвовать в чемпионатах, курируемых NCAA. Большая часть южноафриканцев, учившихся в США, были белыми, но исключением был чернокожий бегун Сидней Мари, позже натурализованный.

## Бойкот по видам спорта
Бойкот распространялся на разные виды спорта, однако его степень зависела от того, какими были контакты и как подвергались те, кто нарушал бойкот и санкции. Вследствие этого разные федерации по-разному относились к участи ЮАР в спорте.

### Лёгкая атлетика
Первая попытка дисквалифицировать ЮАР из IAAF была предпринята в 1966 году и потерпела неудачу. В 1970 году со второй попытки ЮАР был исключён из IAAF, вследствие чего в январе 1984 года рекорд легкоатлетки Золи Бадд в беге на 5000 м не был ратифицирован, поскольку был поставлен не на соревнованиях под руководством IAAF.

### Шахматы[англ.]
На Шахматной олимпиаде 1970 года против участия шахматистов из ЮАР выступили ряд спортсменов и команд: так, албанская сборная в знак протеста отказалась играть против южноафриканцев. С 1974 по 1992 годы в шахматных олимпиадах ЮАР не участвовала в связи с дисквалификацией ФИДЕ и вернулась на олимпиаду 1992 года только после прекращения эры апартеида и своего восстановления в ФИДЕ.

### Крикет
Крикет всегда носил расовую подоплёку в ЮАР с первых дней его существования: так, чернокожий крикетист Кром Хендрикс был исключён из сборной провинции и сборной Южной Африки в 1890-е. Но формально бойкот начался после того, как южноафриканские власти подвергли обструкции Бэзила Д’Оливейру, «капского цветного» южноафриканца, который был включён в сборную Англии. Из-за проявлений расизма Англия отменила турне по ЮАР в 1970 году и провела вместо него матч против сборной мира, включив несколько южноафриканцев. В 1970 году Международный совет крикета ввёл мораторий на турне в ЮАР, однако в 1970-е и 1980-е годы южноафриканцы проводили несколько частных турне, вследствие чего их участники из других команд были дисквалифицированы национальными федерациями. В 1977—1979 годах вне ведения Международного совета крикета проводилась Международная крикетная серия, в которой участвовали игроки из ЮАР в составе сборной мира.

### Гольф
Спортсмены ЮАР, изначально приглашённые на Кубок мира по гольфу 1979 года, который прошёл в Афинах, в итоге получили отказ от греческого правительства и выступили только через год в Боготе. В 1981 году южноафриканцы должны были приехать в ирландский Уотервилл, однако возможность приезда спортсменов из этой страны привела к отмене турнира в том году. Вплоть до 1992 года южноафриканцы не соревновались на Кубке мира по гольфу. Тем не менее, южноафриканцы участвовали в других турнирах: PGA Tour, Европейский тур PGA, турниры Большого шлема. В ЮАР проходили Южноафриканский тур, Million Dollar Challenge (Сан-Сити) и многие другие, а Официальный всемирный рейтинг гольфистов учитывал с 1986 года результаты Южноафриканского тура.

### Авто- и мотоспорт
До 1985 года в ЮАР проходил этап Формулы-1, пока его не отменили в знак протеста против апартеида (аналогичная судьба ждала и Мото Гран-при ЮАР). Решение о непредоставлении права ЮАР проводить официальные соревнования по мотоспорту, а также о запрете спортсменам из этой страны участвовать в международных мотогонках было принято в 1985 году на конгрессе ФИМ в Португалии. Автором инициативы стала советская делегация, поддержаная большинством участников.
Последний этап перед приостановкой Гран-при прошёл в 1985 году. На нём не выступил экс-чемпион мира Алан Джонс, де-факто из-за забастовки чернокожего персонала компании Lola-Hart, выступавшего против апартеида. Джонсу выплатили гонорар, эквивалентный призовым за победу в гонке, в обмен на отказ от участия в Гран-при. Также гонку пропустили французские команды Ligier и Рено, из-за давления возглавлявшегося социалистами французского правительства.
После отмены апартеида Гран-при ЮАР вернулся в календарь чемпионата мира Ф1 на два года, в 1992 и 1993 годах.

### Регби
ЮАР является членом World Rugby с 1949 года, и её членство не приостанавливалось в эпоху апартеида, хотя при этом политика апартеида действовала и в регби, направленная на недопуск чернокожих в регбийную сборную «Спрингбокс» и на запрет любых игр с командами смешанного расового происхождения. В 1969 году в Новой Зеландии началась акция «Прекратите все расистские турне», целью которой было прекращение проведения любых серий матчей между ЮАР и Новой Зеландией. В 1981 году состоялось последнее турне сборной ЮАР по Новой Зеландии, которое было ознаменовано ещё серией скандалов. Так, именитые новозеландские регбисты 1950-х и 1960-х, капитаны «Олл Блэкс» Уилсон Уайнрей и Джон Грэм отказались посещать матчи 1981 года, сославшись на свою неприязнь к апартеиду. Более того, Грэм заявил, что если бы новозеландцы знали о том, что происходит в ЮАР, они бы не проводили никаких турне там.
Глениглсское соглашение ограничивало любые контакты с ЮАР в спортивном плане, однако в 1980 году свои турне по ЮАР провели «Британские и ирландские львы» и сборная Франции, в 1981 году — сборная Ирландии, в 1984 году — сборная Англии. В 1986 году в связи с отменой турне «Львов» по ЮАР южноафриканцы выступили в регбийных матчах в Кардиффе против сборной мира и в Лондоне против сборной Пяти наций к 100-летию Международного регбийного совета.
В связи с апартеидом на первые два розыгрыша чемпионата мира, в 1987 и 1991 годах, ЮАР не была приглашена. Возвращение ЮАР состоялось в 1995 году, когда в стране прошёл чемпионат мира: имея в своём основном составе чернокожего Честера Уильямса, южноафриканцы выиграли домашний чемпионат мира, обыграв новозеландцев в финале. Тем не менее, президент Регбийного союза ЮАР Луис Луйт после финала сделал резкое заявление по поводу недопуска сборной ЮАР на чемпионаты мира 1987 и 1991 годов: по его словам, причиной была не столько политика апартеида, сколько страх перед возможной победой ЮАР.

### Футбол
ЮАР исключили из ФИФА в 1963 году, хотя президент ФИФА Стэнли Роуз пытался урегулировать эту проблему. Он предлагал сборной ЮАР в случае её квалификации на чемпионат мира 1966 года отправить состав только из белых игроков, а на чемпионат мира 1970 года — только чёрных. Однако это предложение было отклонено. Восстановление ЮАР в рядах ФИФА осуществилось только в 1992 году (за год до этого была основана Южноафриканская футбольная ассоциация), а в 1996 году в стране прошёл Кубок африканских наций. На чемпионат мира ЮАР квалифицировалась впервые в 1998 году.

### Настольный теннис
В ЮАР существовал совет настольного тенниса, созданный белыми, однако в знак протеста против этого чернокожие создали свой союз. В 1957 году 10 членам сборной ЮАР по настольному теннису, которые должны были участвовать в чемпионате мира в Стокгольме, отказали в выдаче паспортов, заявив, что они не могут представлять ЮАР, если не участвуют в соревнованиях, организованных белыми.

### Теннис
Команда ЮАР была снята с Кубка Дэвиса в 1970 году благодаря усилиям теннисиста и борца за права чернокожих Артура Эша, протестовавшего против апартеида, и вернулась только в 1973 году, но соревновалась в зоне Америки, а не в зоне Европы. В 1974 году ЮАР должна была сыграть против Индии, однако на финальные игры в ЮАР индийцы не приехали, выразив свой протест против апартеида, и южноафриканцам засчитали победу. Протесты против политики апартеида продолжались на матчах сборной ЮАР в 1977 и 1978 году в США в рамках американского отбора на Кубок Дэвиса. В 1977 году последовали первые угрозы снятия сборных с Кубка Дэвиса, которые были реализованы всё-таки через год (снялась США, а в 1979 году ЮАР исключили из списка участников розыгрыша Кубка. В дальнейшем южноафриканские теннисисты играли в профессиональных турнирах: в финалы турниров Большого Шлема выходили Йохан Крик и Кевин Каррен, которые позже сменили гражданство на американское. Женская сборная ЮАР созывалась до 1977 года для участия в Кубке Федерации, на правах хозяйки провела Кубок Федерации 1972 в Йоханнесбурге и выиграла его.
Уильям Хестер, президент Ассоциации тенниса США, был одним из тех, кто разрешал проведение матчей между США и ЮАР: так, в апреле 1977 года он дал добро на проведение турнира в Ньюпорт-Бич (Калифорния), несмотря на протесты африканских стран и отдельные выступления гражданских активистов. Во время матча на поле выбежали несколько протестующих, на которых набросился тренер сборной США Тони Траберт и, по словам газеты The Washington Post, ударил двух человек ракеткой. В марте 1978 года ещё одна волна протестов выступила от гражданских активистов, недовольных тем, что в Нашвилле (Теннесси) на корте Мемориал Джимнэзиум Университета Вандербильдта проводился Кубок Дэвиса с участием США и ЮАР. Хестер же объяснял, что несмотря на неприятие американским правительством политики апартеида, команда США обязана играть против южноафриканцев, согласно жеребьёвке, и именно на территории США. Первый вице-президент Ассоциации тенниса США Джозеф Каррико отмечал, что из-за постоянных критических замечаний газеты The Tenessean на матчах собиралось не так много зрителей, и даже выпровождение журналиста газеты не изменило ситуацию. Газета The New York Times отмечала, что на самом корте собралось 40 протестующих, а полицейских было целых 150.

## Натурализация иностранными государствами
Некоторые выдающиеся южноафриканцы выступали за другие страны, меняя спортивное гражданство путём натурализации, долгосрочного проживания или с помощью другого критерия. Примером стала Золя Бадд, которая в 1984 году на Олимпиаде в Лос-Анджелесе выступала за Великобританию, получив гражданство незадолго до игр, и крикетист Кеплер Уэсселс, который в 1980-е годы выступал за Австралию, а после падения апартеида вернулся в ЮАР. Фильм 1994 года «Свадьба Мюриэл» красноречиво повествует об одном таком способе натурализации, когда герой — южноафриканец Дэвид Ван Аркл — ради выступления за Австралию на Олимпиадах пошёл на брак с дурнушкой Мюриэл Хеслоп.

## Конец эпохи апартеида
Политические перемены в жизни ЮАР и последующий конец политики апартеида привели к полному восстановлению ЮАР в правах во всех спортивных организациях. Европейское экономическое сообщество призвало правительства своих стран прекратить с июня 1991 года любой бойкот ЮАР. Индия, которая была одним из ярых поборников международного бойкота Южной Африки, в том же году пригласила крикетную сборную ЮАР на серию ODI матчей в 1991—1992. В обмен на это ЮАР пригласила Индию на серию тестовых и однодневных матчей в конце 1992 года. Проведение чемпионата мира по регби в 1995 году ознаменовало окончательное возвращение ЮАР в мировой спорт.